# Acústico MTV: Tiago Iorc
Acústico MTV: Tiago Iorc é o segundo álbum ao vivo do cantor brasileiro Tiago Iorc, lançado em 19 de setembro de 2019 pela gravadora Universal Music, sendo produzido pela emissora de televisão brasileira MTV como parte do projeto Acústico MTV, que exibiu o show no mesmo dia de seu lançamento.

## Contexto
A nova MTV Brasil, pensada como um canal de TV a Cabo, foi lançada no ano de 2013 para substituir a emissora brasileira da MTV operada pelo Grupo Abril, pertencente a família Civita.
Após enorme sucesso de repercussão e crítica nos anos de 1990 e 2000 com nomes consagrados da música brasileira como Titãs, Roberto Carlos, Gilberto Gil e  Rita Lee, a nova MTV decidiu retomar o projeto acústico com Tiago Iorc. O último acústico havia sido com o cantor Arnaldo Antunes em 2012.

## Lançamento
A exibição aconteceu às 22 horas do dia 19 de setembro de 2019, na MTV. No dia 20 de setembro, o disco chegou aos streamings e plataformas digitais de música.

## Recepção
Mauro Ferreira, do G1, elogiou o disco e destacou: "pela própria natureza desplugada, cancioneiro pop folk do cantor se enquadra bem na moldura padronizada do formato".

## Lista de faixas
Compõem o disco as faixas: 
| N.º            | Título                                               | Duração |  |
| 1.             | "Desconstrução"                                      | 4:45    |  |
| 2.             | "Fuzuê"                                              | 4:20    |  |
| 3.             | "Mil Razões"                                         | 4:08    |  |
| 4.             | "Hoje Lembrei do Teu Amor"                           | 4:31    |  |
| 5.             | "Deitada Nessa Cama"                                 | 4:03    |  |
| 6.             | "Nessa Paz Eu Vou"                                   | 3:45    |  |
| 7.             | "Coisa Linda"                                        | 3:13    |  |
| 8.             | "Lôra"                                               | 4:22    |  |
| 9.             | "Tangerina" (participação de Duda Beat)              | 4:41    |  |
| 10.            | "Tua Caramassa"                                      | 3:41    |  |
| 11.            | "Do Que Você Tem Medo"                               | 3:01    |  |
| 12.            | "A Vida Nunca Cansa"                                 | 5:01    |  |
| 13.            | "Laços"                                              | 3:45    |  |
| 14.            | "Bellyache"                                          | 4:19    |  |
| 15.            | "Um Dia Após o Outro"                                | 4:10    |  |
| 16.            | "Me Tira Pra Dançar" (participação de Jorge Drexler) | 4:14    |  |
| 17.            | "Faz"                                                | 4:26    |  |
| 18.            | "Cataflor"                                           | 4:50    |  |
| 19.            | "Amei Te Ver"                                        | 4:09    |  |
| 20.            | "Bilhetes"                                           | 5:46    |  |
| Duração total: | Duração total:                                       | 1:25:00 |  |